# مدرسة البنات (فلم)
مدرسة البنات فيلم دراما، رومانسي، استعراضي، مصري لعام 1955 للمخرج كامل التلمساني عن قصة حلمي حليم، وسيناريو وحوار علي الزرقاني. الفيلم من بطولة نعيمة عاكف، وكمال الشناوي، وعبد السلام النابلسي، وسراج منير، وتدور الأحداث حول الفتاة نادية التي تحب الممثل المشهور كمال ولكن عمها الصعيدي يريد أن يزوجها لابنه مخيمر.
صدر الفيلم إلى دور العرض المصرية في 7 فبراير 1955.
منح موقع قاعدة بيانات الأفلام على الإنترنت (IMDB) الفيلم درجة 6.2/ 10.
منح موقع قاعدة بيانات الأفلام العربية «السينما.كوم» الفيلم درجة 4.9/ 10.

## طاقم التمثيل
- نعيمة عاكف: في دور نادية.
- كمال الشناوي: في دور الممثل كمال الشناوي.
- عبد السلام النابلسي: في دور أمين (ابن خالة كمال).
- سراج منير: في دور الخال
- لولا صدقي: في دور سونيا (بنت الخال).
- زينات صدقي: في دور مشرفة المدرسة.
- عزيزة حلمي: في دور ناظرة المدرسة.
- رياض القصبجي: في دور عبد الجبار (عم نادية).
- ثريا فخري: في دور والدة كمال.
- صفا الجميل: في دور مخيمر (ابن عم نادية).

بالاشتراك مع: ليلى حمدي – كوثر شفيق – عصمت رأفت – عبد الغني النجدي – فيفي سلامة (الراقصة) – زينات علوي (الراقصة).

## أحداث الفيلم
تعيش نادية (نعيمة عاكف) في المدرسة الداخلية «معهد الرياضة والرقص» للفتيات، وبينما تمارس زميلاتها اللعب والمرح، تجلس نادية وبجوارها جهاز الراديو تستمع إلى برنامج إذاعي يذيع لقاء مع الممثل المشهور كمال الشناوي (كمال الشناوي) فهي تعشقه وتتمنى مقابلته، وتشعر أن كلماته في أفلامه عن الحب موجهة لها، وتعترض مشرفة المدرسة (زينات صدقي) على التغزل في الشباب، والإستماع إلى الراديو والأحاديث عن الحب، بينما هي تتمنى مقابلة من يحبها ويسمعها كلمات الغرام. يجلس كمال يتحدث إلى ابن خالته الشاب أمين (عبد السلام النابلسي) الذي يعترض على أسلوب حياة كمال، وأنه يقول كلمات الحب لأي فتاة ليظفر بصحبتها، بينما هو غير مؤمن بوجود مشاعر الحب إلا في الأفلام، ويخبره أمين أنه يحب فتاة لم يتحدث معها، ولم يشاهدها إلا مع زميلاتها في حديقة الحيوان. كمال مضطر للزواج من ابنة خاله سونيا (لولا صدقي) بناءاً على توصيات والدته (ثريا فخري)، وخاله (سراج منير) الذي يدفع كمال للزواج من ابنته سونيا ليتحكم في ثروته، وكي لا تنكشف مخالفاته المالية حيث انه الوصي على كمال والمتحكم في كل أملاك والدته. يقام حفل الزفاف والعروس سونيا بين أحضان عشيقها وهي تشتكي له من اجبارها على الزواج من كمال، وأنها لا تجد من هو أكثر ثراءاً من كمال لتتزوجه. يفشل حفل الزفاف حيث أن العريس لم يحضر، وتنهار الأم حزناً على ما يفعله ولدها. يستفسر كمال عما يحدث، ويخبره أمين بأنه ذاهب إلى حديقة الحيوان ويدعوه للحضور لمقابلته هناك للحديث، ورؤية حبيبته التي سوف تكون هناك مع باقي فتيات المدرسة. تظن المشرفة أن أمين يتتبعها وأنه يحبها، وتتوعده بإبلاغ الشرطة عنه. يحضر كمال  إلى حديقة الحيوانات ويصطدم بالجميلة نادية ويقع في حبها، وهي تدعي أنها لا تعرفه. يعلن كمال بموافقته على الزواج من سونيا بعد أن سقطت والدته وأرتفع ضغط دمها حزناً على تصرفات كمال. يأتي عم نادية عبد الجبار (رياض القصبجي) الصعيدي لزيارتها في المدرسة ويخبرها برغبته في تزويجها من ابن عمها مخيمر (صفا الجميل) ونيته الاستيلاء على الأرض الزراعية التي ورثتها نادية. يريد أمين الذهاب لمشاهدة حبيبته نادية في الحفلة السنوية، واصطحاب كمال معه وهو لا يدري انه وكمال، واقعين في حب نفس الفتاة. يلتقي كمال بحبيبته نادية بينما أمين يراقب ذلك، ويتألم من ضياع حبه، ويقرر التضحية بحبيبته بعد ما أحسه من ميل نادية وحبها لكمال. يذهب أمين لمقابلة نادية في المدرسة متنكراً ومدعياً انه مخيمر ابن عمها، وتكشف نادية حقيقة أمين وتعتقد أن كمال أرسله لها كمرسال غرام. يقرر الجميع إقامة حفل زفاف كمال وسونيا في اليوم التالي، ويقرر كمال وأمين تأجيل ذلك بالادعاء بأصابة أمين بلوثة عقلية، ويظهر أمين تصرفات تدعو سونيا للاتصال بمستشفى المجانين للحضور والقبض على المجنون الخطير أمين. يصل رجال مستشفى المجانين، وعن طريق الخطأ وخدعة يوم بها أمين يتم القبض على سونيا بدلاً منه. يذهب أمين ويصطحب نادية لبيت العائلة لتتعرف على والدة كمال ليتم زواجهما، ولكن تحضر سونيا وتبلغ نادية ان كمال هو خطيبها منذ سنوات وانه لا يتوقف عن مصاحبة غيرها ولا يفيق من السكر والعربدة. تفر نادية من بيت عائلة كمال وهي تبكي وتشتكي لصديقاتها من خيانة لحبها. يذهب أمين لمدرسة نادية ليخبرها بحقيقة الأمر وان كمال على وشك الانتحار، وتقرر نادية الذهاب معه لكمال، ولكن يفسد الأمر ظهور عبد الجبار عم نادية واصطحابها للزواج من ابنه مخيمر. يكشف أمين لكمال أن لابد من الذهاب إلى قرية نادية للحيلولة دون زواجها من مخيمر، ويتمكن كمال من ذلك بعد أن تكشف لعمها أن مخيمر يحب ستوتة وهي تحب كمال وانها سوف تتنازل عن أرضها للعم، ويعلن كمال للعم عبد الجبار انه على استعداد لمنحه كل ما يملك من مال لشراء نادية بكل مايملك، ويقتنع عبد الجبار أخيراً ويتزوج كمال حبيبته نادية.

## أغاني الفيلم
الألحان: منير مراد – كمال الطويل – أحمد صبرة – سيد مصطفى.
الكلمات: فتحي قورة.
الحب ياما قالوا الناس عليه: غناء نعيمة عاكف.
الحب للأولاني: غناء نعيمة عاكف، رقص فيفي سلامة.
لما ابقى مُدَرِسة: غناء نعيمة عاكف.
خدني معاك يالله.. يالله وديني: غناء نعيمة عاكف.
ياقلبي فرحوا العدى واتشمتوا العذال: غناء نعيمة عاكف.
اسم الله ياعرورة: أغنية الزفة، رقص فيفي سلامة.

## روابط خارجية
- مدرسة البنات على موقع الدهليز
- مدرسة البنات على موقع قاعدة بيانات الأفلام العربية